# 本部提出議案
本部提出議案（ほんぶていしゅつぎあん）とは、労働組合等の本部より大会に対して提出される議案である。
本部に所属する執行委員により決議が必要と判断した事項について、執行委員により承認された後、本部からの提出議案として採択される。労働条件の改定提案、組合員の適用範囲に関する事項の変更等の場合、労働協約の改定が必要となるが、その重要性から本部提出議案として採択されるという意見もあるが、客観的には、労働協約の改定提案にて行うことが望ましい。